# 恰空
恰空（英語：chaconne）是一种起源于墨西哥等西班牙殖民地的舞曲音乐，16世纪时传入西班牙，17世纪时开始在欧洲盛行，多用于歌剧和键盘乐。
恰空为缓慢的三拍子，但第一、二拍其实是空拍子，第一小节为不完全小节，主题以低音和弦构成，常组成一组变奏曲的形式，是固定的低音变奏或「頑固低音」，与帕薩卡利亞舞曲相似，只是变奏方式不同。

## 相關作品
- 巴赫：第2号无伴奏小提琴帕蒂塔（作品1004号）末乐章
- 珀塞爾：恰空，為弦樂
- 托馬斯·安東尼奧·維塔利:G小調夏康舞曲
- 约翰·帕赫贝尔:F小调恰空